# Cantó d'Aient
El cantó d'Aient és un cantó francès del departament de la Corresa, situat al districte de Briva la Galharda. Té 11 municipis i el cap és Aient.

## Municipis
- Aient
- Brenhac
- Lonhac
- Ajac
- Perpesac lo Blanc
- Senta Aulària
- Sent Cibran
- Sent Robèrt
- Segonzac
- Vars-sur-Roseix
- Eissandon

## Història
| Data d'elecció                           | Identitat       | Partit        | Qualitat |
| ---------------------------------------- | --------------- | ------------- | -------- |
| 1973-1979                                | Maurice Cassan  | divers droite |          |
| 1979-19..                                | M. Lajoinie     | PCF           |          |
| 19..-2004                                | Jacques Lagrave | RPR           |          |
| 2004-                                    | Gérard Bonnet   | PS            |          |
| les dades anteriors no són pas conegudes |                 |               |          |
|                                          |                 |               |          |

| 1962  | 1968  | 1975  | 1982  | 1990  | 1999  | 2006  |
| ----- | ----- | ----- | ----- | ----- | ----- | ----- |
| 6.864 | 7.465 | 7.573 | 7.790 | 7.681 | 7.808 | 8.072 |